# Музеј града Трогира
Музеј града Трогира је јавна културно-образовна установа основана 1963. године у палати породице Гарањин или палати Гарањин-Фанфоња, из 18. века, која је у Трогир дошла крајем 16. века.
Музеј је званично за јавност почео са радом 9. маја 1966. године. Након оснивања, поред своје редовне музејске делатност музеј се активно укључује и у културни живот Трогира, преко организовања изложби, научних скупова, издавачке делатности, предавања итд.

## Положај и размештај
Музеј града Трогира смештен је у близини северних градских врата, у палати Гарањин у улици Градска врата бр.4 у општини Трогир у Републици Хрватској.
У музеј се улази кроз главни улази (из правца Северних градских врата), која се налазе у западном блоку палате формираном око унутрашњег дворишта. У јужној једноспратници са спољашњим степеништем (која је некада имало економску намену)  смештени су Лапидаријум и Галерија Цате Дујшин Рибар, док се у северној каснобарокној вишеспрартниици, у оригиналном амбијенту из раног 19. века налази библиотека,  чији је је оснивач Иван Лука Гарањин један од власника палате. Овај простор музеја опремљен је сачуваним намештајем из 19. века, обновљеном плафонском и зидном декорацијом, по којој су изложени портрети филозофа и књижевника. Обухваћајући готово све области, библиотека броји 5.582 наслова и води се у Хрватској као једна од најбогатију приватних библиотека у Далмацији....

## Заштита
Под ознаком З-5065 Палата Гарањин, данас зграда Музеја града Трогира  заведена је као непокретно културно добро - појединачно, правног статуса заштићено културно добро, разврстано као "профана градитељска баштина".
Није под непосредном УНЕСКО-вом заштитом, али је стављањем на листу УИНЕСКО-а древног дела Трогира. или историјског језгра Трогира, индректно  се и иона нашла на овој листи, што даје наду за очување и реваитализацију ове знаменити грађевине, кроз рад и постојање Музеја.

### Обнова зграде музеја
Обнова руиниране палате Гарањин, у којој је данас смештен Музеј града Трогира започела је с краја 1990-их година, када су за то створени материјални услови. Обнова је почела од крова, који је на појединим местима прокишњавао, да би се потом (уз претходно сачињену документацију и архитектонско сагледавање постојећег стања), приступило преуређењу осталог дела палете. Радови су извођени у садњи и уз конзерваторски надзор Министарства културе Хрватске, Управе за заштиту културне баштине конзерваторског одјела из Сплита, сада Трогира.
Од значајнијих радова извршена је обнова барокног спрата, и оних делова палате из које су претходно исељени станари. Санирани су зидови, испуна, чишћење и прањеи кречење у делу који је то захтевао (романички зид). Потом су скинуте и обновљене дрвене шкуре, поправљени дрвени оквири прозора и врата и израђена нова барокна балконска ограда – од кованог гвожђа. На јужном прочељу, санирана је камена балконска ограда, а на северном прочељу, израђене је недостајућњ камено степениште. На крају санирани су зидови Галерије Цате Дујшин-Рибар, лапидаријум, цистерна за воду (сачувана у склопу палате), којој је након обнављана остављен отворен отвор како би се видела њена функција.

## Предисторија музеја
Палата Гарањин-Фанфоња у којој је смештен Музеј града Трогира настала је као и многе друге племићке палате, у Трогиру повезивањем више кућа у јединствену целину. Палата је била у власништву венецијанске породице Гарањин, од 18. века, која се у 19. веку ородила са угледном задарском породицом Фанфоња,[ф] па се отада помње и назив Палата Гарањин-Фанфоња.
Опрема палате једним делом је опљачкана 1797. године, за време безвлашћа које је настало након пропасти млетачке владавине у Трогиру. По наговору локалних свештеника ипак су лопови многе предмете вратили. На основу сачуваног пописа – инвентара из 1798. године може се стећи претсва о изгледи и опрема унутрашњости палате,), породице Гарањини која је стекла племићку титулу. У посебној су соби били изложени породични портрети, зидови су били обложени скупоценим тканинама, део намештаја био је позлаћен, а у неким просторијама налазила су се огледала, слике, графике, географске карте.
Када се, задњи мушки потомак угледног и заслужног рода Фанфоња у Трогиру током 1940-тих година компромитовао за време италијанске окупације Далмације у Другом светском рату, од нове власти у Југославији проглашен је за активног учесника фашистичког покрета.
Након што су чланови породице Фанфоња понели са собом у егзил део предмета из палате у Италију, у њу су се уселили сиромашни станари, углавном из околних села. У револуционарном заносу станари и ...нова комунистичка власт подлегли су грабежу и тако су настале или пропале многи покретни предмети из палате Гарањин-Франфоња.  вито Фисковић, тада млади конзерватор у служби партизанских власти, спасао је највећи део породичне библиотеке Гарањин-Фанфоња , тако што је једноставн зазидао њена врата. Спашен је и велики део јако богате и важне архивске грађе у којој су исправе породице Гарањи-Фанфоња из Задра (пергаменти, исправе писане глагољицом итд).

## Оснивање музејске збирке и почетак рада
Музејске збирке основана је у другој половини 20. века, када су културни посленици и челници Трогира схватили да једна од најважнијих привредних грана у Далмацији постао туризам. Године 1963. Град Трогир је основао Музеј, на првом спрату палате Гарањин-Фанфоња, на коме су у једном делу формиаране службене просторије Музеја а у другом главном делу зграде, која носи стилске обележја од романике до барока, стална поставка. Музеј је једно време деловао у сусетсву са свим сиромашним придошлим станарима, који су од дела палате, након Другог светског рата начинили породични стамбени блок. Тако су у палати Фанфони сиромашним станари боравили уз музеја с вредним збиркама. Упорним радом запослени у музеју су се више година трудили да ослободе, сустанара и прилично тешких услова рада.
Оснивање збирке пратила је и реализуја првесталне поставке Музеја у сарадњи са колегама конзерваторима и музеалозима из Сплита, тако да је за јавност музеј отворен 1966. године Утемељене  и постављене збирке су укратко сажеле историју и уметност Трогира од оснивања насеља до 20. века
Поставка музеја временом је добила проширење у суседној економској згради обновљеној за потребе Галерије  Цате Дујшин-Рибар  (1978) и лапидаријума (1987). Складиште лапида уређена је 1993. у издвојеном простору преко пута лапидаријума.
Оснивање збирке пратиле су и бројне туристичке публикације писане на хрватском и на страним језицима било да је реч о малим делима или опширним водичима и монографијама. Од 1964. године паралелно са збиркама отварањем и уређивањем једне по једна збирка поступно се објављују њихови водиче.
Временом Музеј града Трогира од свог свог оснивања, уз низ мањих црквених музеја, поставља темеље културне туристичке понуде града Трогира.

## Архитектура зграде музеја
Зграда музеја се састоји од два блока романичких и готичких кућа која су, према пројекту Игнација Мацановића, у другој половици 18. века надограђене и обједињена у јединствену целину. Главни улаз у палату с предворјем и степеништем био је на источној страни блока, из главне градске улици, а украшен је каснобарокним декорацијама. У предворју блока данас се налази музејски изложбени простор (атријум Музеја града Трогира), док је на спрату  смештена стални поставка Музеја града Трогира.
- Ентеријер палате у којој је смештен Музеј града Трогира

## Стална поставка музеја
Стални постав Музеја града Трогира приказује богату историју Трогира и овог дела Далмације, уз помоћ бројних артефаката града и његове околине почев од праисторије до 20. века.

### Етнографска збирка
Етнографска збирка илуструје живот већег дела становника града Трогира и његовог ширег залеђа, које примарно привређивало и живело од пољопривреде, сточарства, поморске трговине, рибарства, бродоградње и заната (златарског, обућарског, бачварског, ковачког, каменорезачког).
Збирка посебно приказује залеђе Трогира  и живот у скромним једноставним каменим кућама, у којима су владали тешки услови живота. Главно место у тим кућама заузима разбој (кросна).
У етнографској збирци су изложени комади сељачког намештаја из залеђа Трогира, стални употребни предмети за домаћинство (преса за прошек, буре за вино, ланац за вешање посуђа за кување - гвоздене комоштре,, вага, петролејска лампа, пинтерски алати, алати за бродоградњу.

### Антика (историја грчког Трагуриона)
У колекцији су:
- рељефа Каоироса  (грч. καιρός, Каирóс),[б] Жене у раду,
- метални праисторијски предмети из околине Трогира,
- фрагменти хеленистичких посуђа са острва Чиова,
- стаклени предмети из хеленистичког периода,
- луцерна, римски новац, амфоре, урне,
- одливак натписа у коме се помиње гувернер Далмације, тадашње римске провинције П.К. Долабела (чији је оригинал уклесан у стену недалеко од села Близна Горња),
- керамичка посуда која се користила за ритуално прање руку пре церемоније, пронађена током археолошких ископавања на простору иза цркве Светог Себастијана и друго.

У овој збирци су и археолошки артефакти Ивана Луке Гарањина, као једног од првих конзерватора, које је он пронашао током археолошких ископавања у Салони, на пример фрагмент монументалног портретне стеле породице Атиус, из средине 1. века.

### Средњи век (10. до 15. век)
Различити документи и предмети изложени у Музеју илустрирају ток историје Трогира  до краја средњег века. Између осталог, изложена су два вредна рукописа: препис трогирског статута из 15. века и ренесансни кодекс са осликаним иницијалима са преписом Јувеналових сатира.

### Салон из период 17. и 18. век
Међу сликама из овог раздобља је серија од четири портрета, дела непознатог венецијанског сликара с краја 17. века: Ивана Фране Андреиса, Фране Андреиса, Јакова Андреиса, његове супруге Луције рођене Марковић и њихове мале ћерке Антоније.

### Салон 19. век
Период 19. века приказује Трогир током француске и аустријске владавине, буђења националне свести и победе народа. Пад Венецијанске Републике 1797. године у граду је обележила анархија у којој су многи страдали и опљачкани. Француска владавина (1806-1813 / 14) унела је низ промена у живот града, посебно у односу на писменост, економију, пољопривреду, здравство итд.
Поморску оријентацију Трогира илуструју  једрењаци, четири слике (четири уља на платну), с краја 19. века, од којих три потписује сликар Бартол (Васе) Иванковић.
Бројним документима, фотографијама, разгледницама, одећом и портретима приказан је начин живота и размишљања Трогирана у време аустријске владу (1814–1918). Кроз бројнер артефакте могу се пратити    ренесансна превирања, борбе аутономаша и народа за власт. Приказан је и народну препород  које се огледале у јавном и културном животу Трогира, када је 1867. године основана Народна читаоница, 1871. године Народна музика, а победа народњака 1886. године која је дала нови замах животу у града Трогира.

### Соба Ивана Дукновића
У соби Ивана Дукновића,  накнадно су изложена  два дела овог познатог хрватског вајара  родом из Ориховице код Винишћа, недалеко од Трогира. На зиду је истакнута Богородица са дететом (15. век), а у простори је скулптура грба Ћипика, која потиче из око 1480. године и претходно је била изложена у лапидарију Музеја града Трогира, у време отварања лапидаријума 1987. Претпоставља се да је рађена за источни портал палате Ћипико у Трогиру.

### Библиотека Гарањин-Фанфоња
Библиотека Гарањин-Фанфоња је посебност музеја, јер мало која слична институција поседује  стару библиотечку грађу. Библиотека је настала захваљујући Ивану Луки Гарањину, старијем, једном од власника палате Гарањин. У време настанка Музеја библиотека је била смештен на другом спрату куће. Током 19. века пресељена је се у просторије у којима се и данас налази.
Дрвени ормари за ову збирку су специјално израђени и у њима су смештене књиге, а плафон и зидови су осликани у 19. веку, тако да општи изглед библиотеке доприносе пријатној атмосфери током боравка у њој.

### Лапидаријум
Лапидариј је отворен за јавност 1987. године, након штосу у њему камени  експонати, са територије Трогира  постављени хронолошки од антике до барока - видљиви остаци археолошких ископавања: касноантички засвођени гроб (антика), хеленистички и средњовековни зидови. Боја постоља указује на боју периода, па је посетиоцима олакшано праћење појединих стилова и раздобља.
Антички период
Антички период (црвена боја постамента) претстављају грчки и римски фрагменте од грчке стеле - део надгробног споменика, до римских фрагмената (нпр скулптуре човека у оријенталној ношњи), фрагмент атичког саркофага са приказом дионисијеве поворке, рељеф силванско-илирског пасторалног божанства, фрагмент атичког саркофага са ликом Ахила, део саркофага Максимилијана купљен од каменорезаца,  ранохришћански делови саркофага, олтарске преграде, пиластри итд.
Изложено је и неколико редова масивних камених блокова који су откривени и сачувани ин ситу, као део темеља бедема грађених у Трогиру у римско доба.
Посебно је вредан фрагмент рељефа са саркофага, дело римске радионице из 4. век; приказује Христа и једног апостола. Он је остатак веће композиције са темом предаје закона (traditio legis) са Христом између Светог Петра и Светог Павла.
У посебној витрини су керамички комади пронађени на простору Трогира који датирају од праисторије до средњег века.
Старохрватско раздобље
Старохрватско раздобље - предроманика (означено наранџастом бојом) представља делове каменог намештаја старих хрватских цркава из Трогира и околине, на пример  из катедрале Светог Ловре, фрагмент забата у чијем је средишњем пољу крст испуњен двокраком плетеницом, забат са формулом заступника (делимично реконструисан) из цркве Свете Марије, архитрав олтарске преграде, плутеј са украсним мотивом крста из цркве Свете Барбара итд.
Романика
Романика (обојено жутом бојом) представљена је са само неколико фрагмената
Готика
Готика (обојено белом и светло зеленом бојом) представља остатке прозора порушених палата, конзола, капитела, већи број грбова племићких породица које су стално или повремено живеле у Трогиру, и архитектонске детаље и скулптуре из унутрашњости катедрале итд.
Ренесанса
Ренесанса (обојено тамнозеленом бојом) у лапидарију је највреднији део у коме су изложени радови Андрије Алешија, Николе Фирентинца и Ивана Дукновића, вајара који су обележили трогирско доба ренесансе.
Међу највредније експонате спада статуа која приказује анђела са бакљом и грб породице Ћипико (препознат као дело Ивана Дукановића); првобитно се налазио изнад северног портала такозване Велике палате Чипико. 
Веома је сличан статуи малог Херакла коју је Дукановић исклесао за  Вишеградску фигуралну фонтану са хидром у Мађарској, у краљевској палати Матије Корвина у Пешти.  Рељеф са приказом Богородице с дететом, приписан Ивану Дукановићу, откупљен је 2006. године у Галерији Daniela Katza у Лондону
Међу експонатима из доба ренесансе истиче се рељеф, сљемењак некадашњег портала једне од кућа рода Цега са грбом на коме је на две ноге подигнут лик лава (хералдички тип рампанте), дело Ивана Дукновића. Испод грба је натпис који објашњава како је ставио симбол Андрија Цега, син Петрова, да појача завист. Текст не само да открива недобронамерност клијента, већ такође наговештава засићену атмосферу препуног града са менталним пољима нетрпељивости и мржње.
Поред ових ремек дела архитектуре ренесансе, изложени су архитектонски фрагменти јавних и црквених зграда, на пример: прскалица, камене ограде, акротеријум, фрагменти црквеног намештаја из цркве Светог Духа.
Барок
Фрагменти из барокног (означени плавом бојом )   илуструју овај мање значајан период за град Трогир. Вредни помена су олтар кућне капеле палате Гарањин-Фанфоња, оквир камене лампе, фрагменти из зграде Здравствене службе (OFFITIUM SALUTIS), рад Игнација Мацановића, рељеф са оружјем и заставама око грб, натпис и волута која је стајала на слемену.

### Галерија Цате Дујшин-Рибар
Галерија Цате Дујшин-Рибар, као стална поставка отворена је за јавност 1978. године. У њој су изложене слике уметнице рођене у Трогиру 1897. године под именом Катарина Гатин  (Трогир, 17. октобар 1897 — Загреб, 8. септембар 1994), која је умрла у Загребу. Цате је била интимно јако везана за свој родни град Трогир, који је посећивала целог живота, иако више није живела у њему.

Галерија је настала као легат уметнице која је одлучила да све најбоље што је створила у ликовном стваралаштву поклони Трогиру. А колико је то сликарство вредно за историју хрватске уметности, наводимо мишљење историчарке Фани Цело Цега, директорке музеја:
Цатино сликарство прошло је кроз развојне фазе кроз које су видљиви утицаји њених наставника, али и препознатљив стил. Изразити је колорист, склон пејзажном сликању и портретирању. Негујући фигурацију и сопствену апстракцију, радећи углавном у уљу као сликарка, борила се и изборила одговарајуће место у хрватској уметности 20. века. Издвојила бих неколико њених слика: Девојчица у црвеном, цели низ аутопортрета, Камерленго у киши, портрет Дубравка Дујшина, портрете пријатеља и родбине,  Црвени кров, омиљене маслине: Грч маслине, Плач маслине, Клетва маслине...

## Спољашње  везе
- Музеј града Трогира - веб страница музеја (језик: хрватски)